# Dusona scolator
Dusona scolator là một loài tò vò trong họ Ichneumonidae.